# Iracoubo (gemeente)
Iracoubo is een gemeente in Frans-Guyana. De gemeente telde 1.685 inwoners op 1 januari 2022. In de gemeente liggen enkele Kari’na indianendorpen: Bellevue en Organabo.
De Sint-Jozefkerk van Iracoubo werd gebouwd tussen 1887 en 1893 en is een historisch monument. De kerk is bekend door de muurschilderingen die zijn aangebracht door Pierre Huguet.

## Geschiedenis
Iracoubo was oorspronkelijk bewoond door inheemse Kari’na. In 1626 arriveerden de eerste Franse kolonisten maar werden vijandig benaderd door de inheemse bevolking. Na invallen van de Engelsen en Nederlanders werd het gebied verlaten. De Kari’na verhuisden later naar Suriname omdat epidemieën uitbraken en keerden pas in 1765 weer terug. In het begin van de 18e eeuw werd de gelijknamige hoofdplaats gesticht als een agrarische gemeenschap en vissersdorp.
In 1798, na de Franse Revolutie, werden Franse priesters die weigerden de eed aan de republiek af te leggen, naar Counamama (Savane de Counamama) gedeporteerd. De begraafplaats waar zij rusten kan nog bezocht worden.
Rond 1912 begon de balata- en palissander-industrie in de regio.

## Sint-Jozefkerk
Huguet werd in 1850 geboren in Clermont-Ferrand. In 1889 werd hij tot 20 jaar in de strafkolonie van Frans-Guyana veroordeeld voor inbraak. In 1893 kwam hij in Iracoubo aan en begon de kerk te decoreren. Muren, plafond en ook de pilaren op een oppervlakte van 600 m2 werden versierd in zijn unieke stijl. Huguet heeft zes keer geprobeerd te ontsnappen, maar de pogingen faalden. Hij werd in 1909 vrijgelaten. Tot 1977 was de naam van degene die de kerk had beschilderd niet bekend. In 1978 kreeg de kerk een monumentenstatus.

## Transport
De gemeente ligt aan de nationale weg N1, tussen Corossony en Organabo. De gemeente is gelegen aan de gelijknamige rivier.

## Natuur

### Crique et Pripri Yiyi
Crique et Pripri Yiyi is een 284 km2 drasland langs de Atlantische kust. Het gebied is sinds 1995 beschermd en is een Ramsargebied sinds 2008. Het gebied bestaat uit wadden, mangroven, moerassen en savannes die periodiek onderlopen. In het gebied zijn veel bedreigde lamantijnen aanwezig. Het natuurreservaat wordt bezocht door trekvogels en tot een miljoen grijze strandlopers kunnen zich in het gebied bevinden. Pripri is Creools voor moeras en Yiyi was een bekende inwoner van het gebied. Het moerasgebied wordt gevoed door de rivieren Iracoubo, Counamama en Sinnamarie.

## Dorpen
- Bellevue, een inheems Kari’na dorp.[11]
- Organabo, een inheems Kari’na dorp.[11]

## Galerij

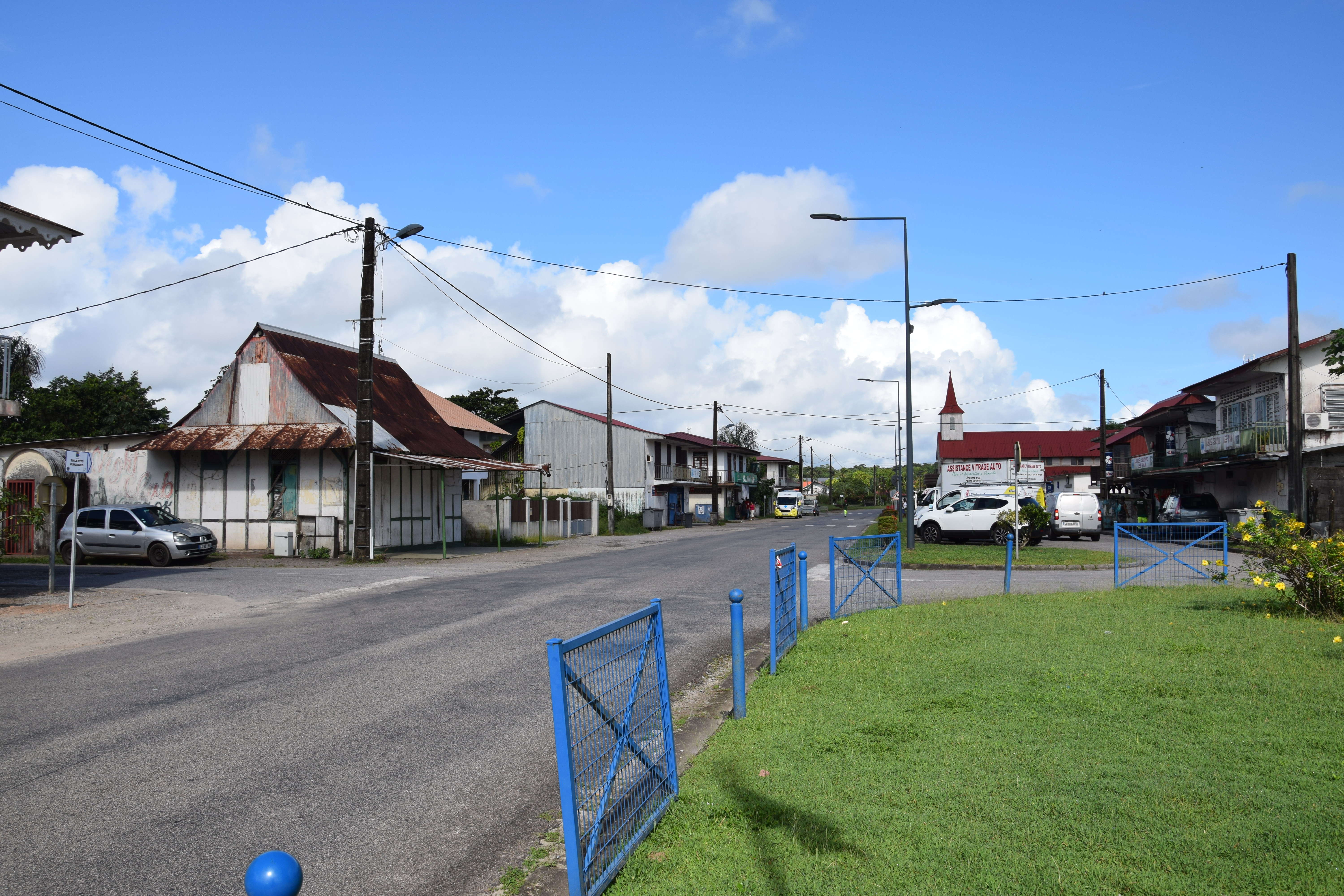
Hoofdstraat
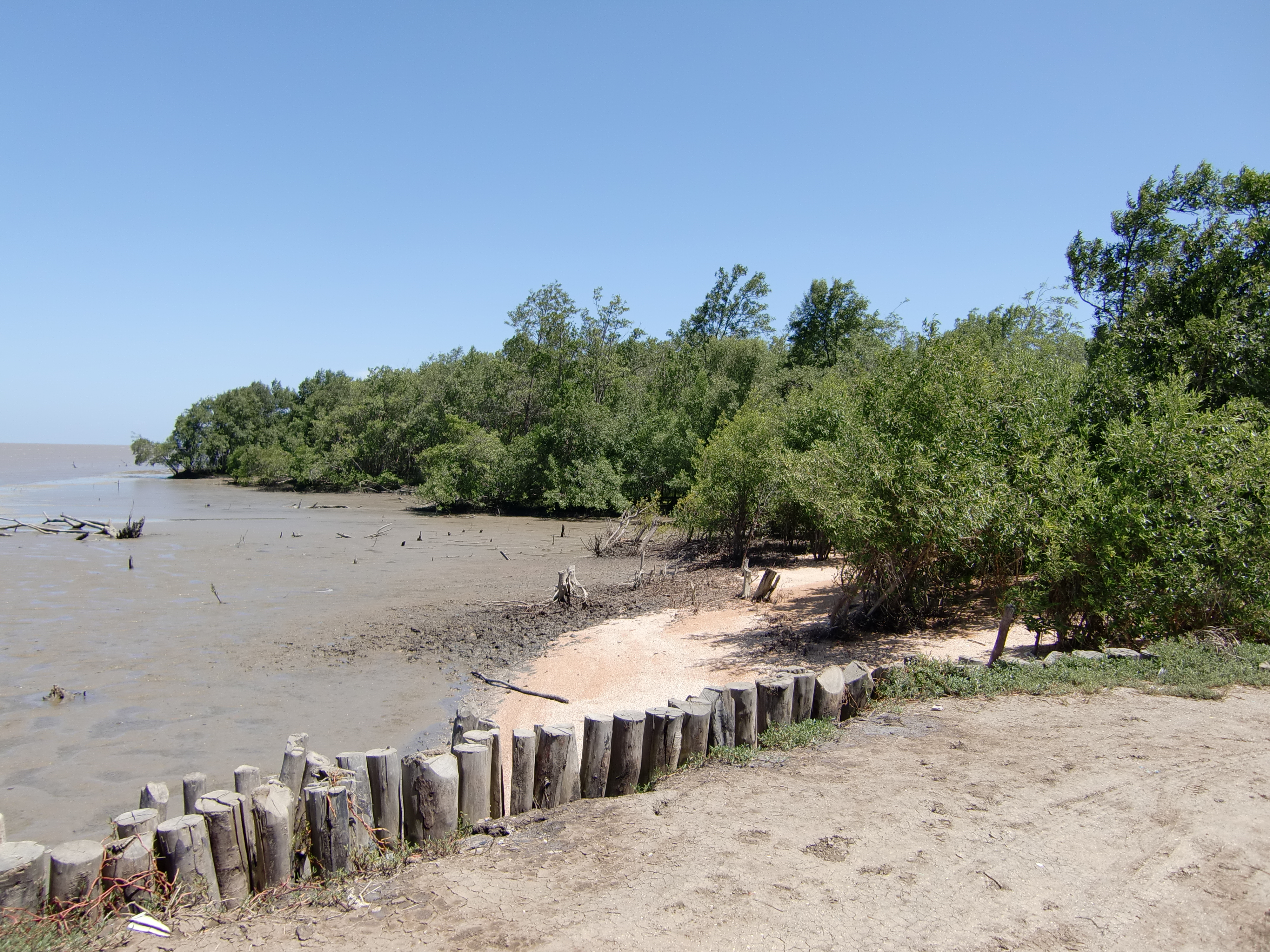
Strand bij Organabo
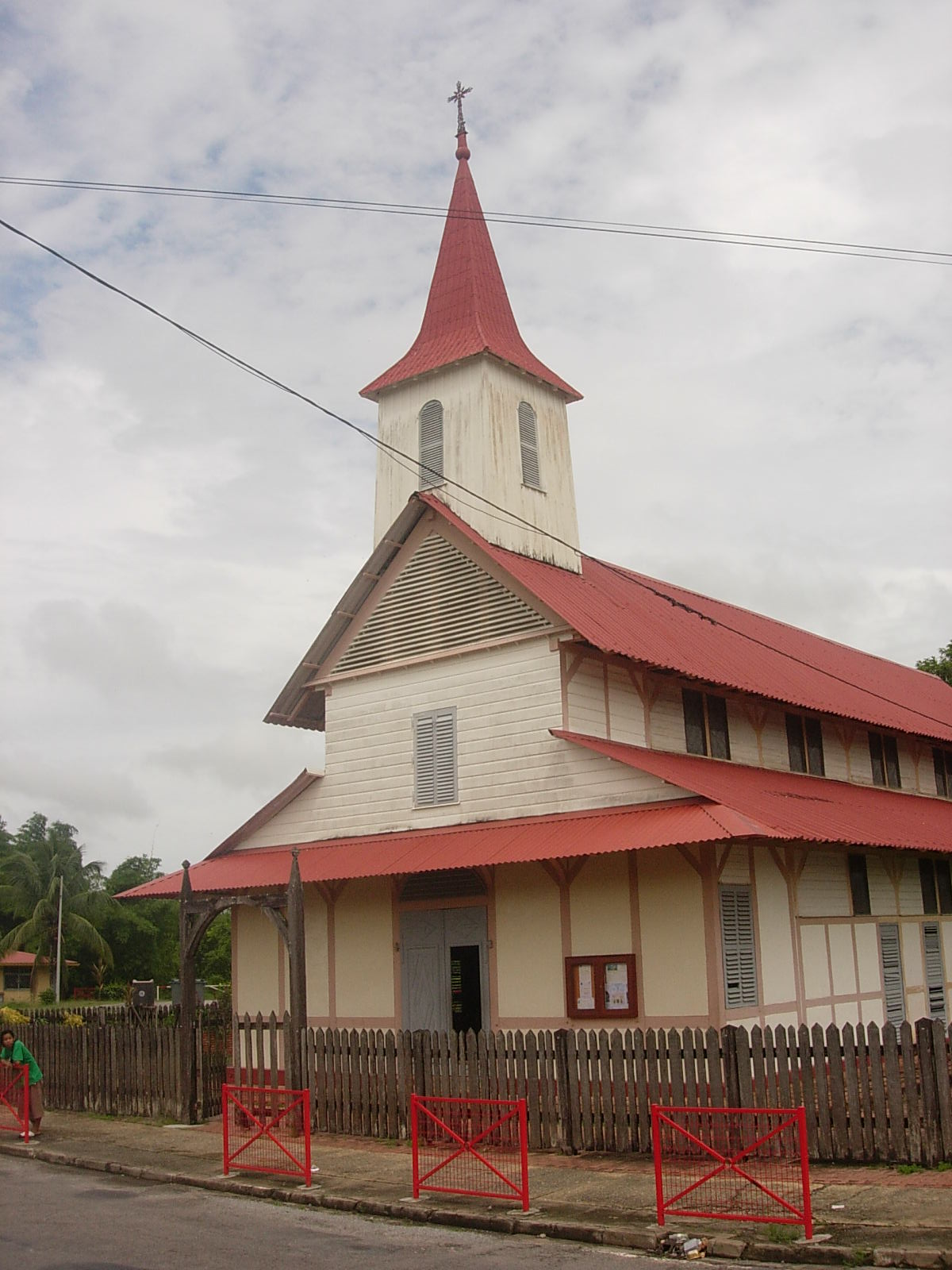
Kerk aan de buitenkant
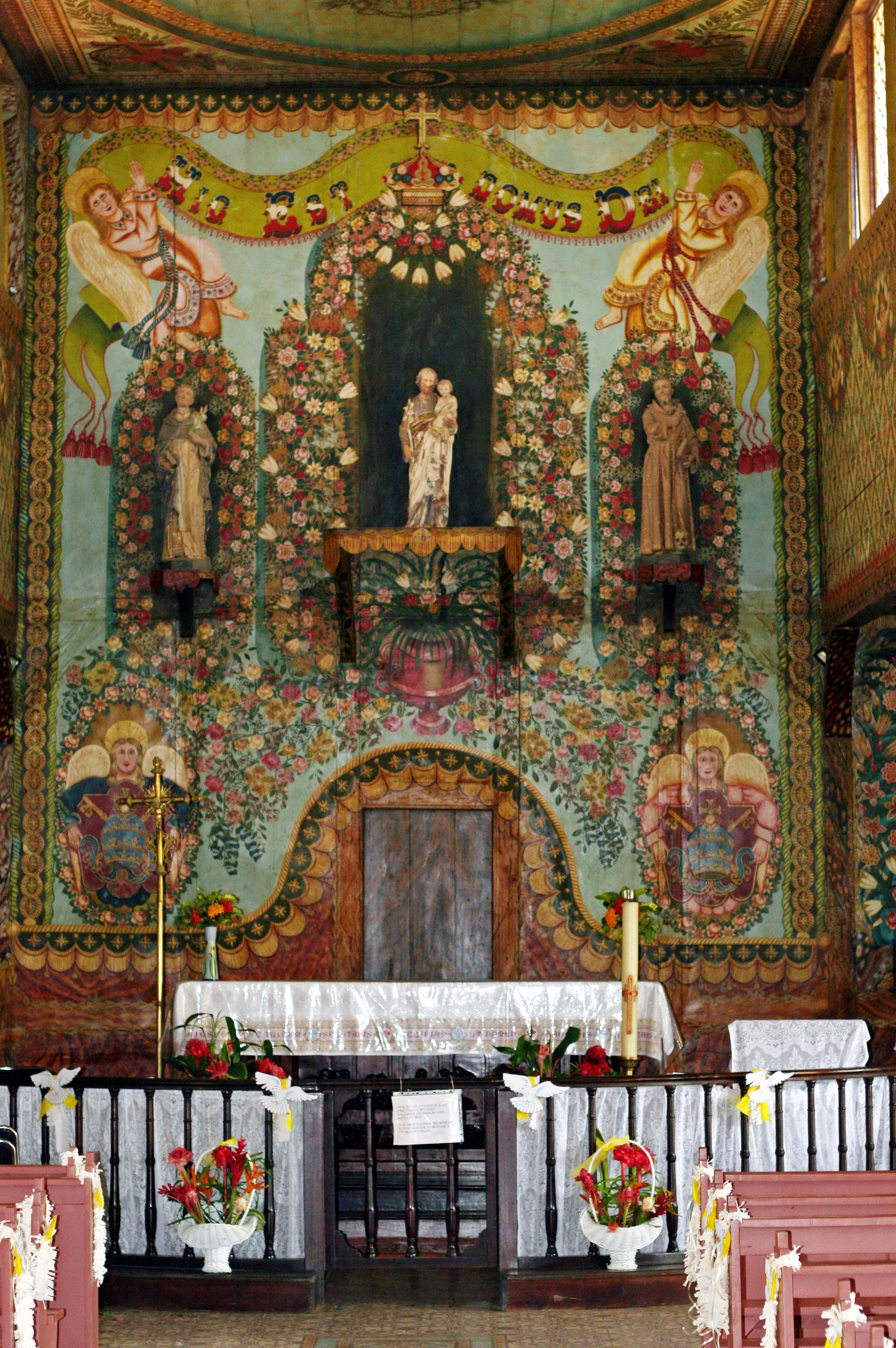
Altaar gedecoreerd door Pierre Huguet